# Bertil Ohlin
Pour les articles homonymes, voir Ohlin.
Bertil Ohlin (né le 23 avril 1899 à Klippan et mort le 3 août 1979 à Åre), est un économiste et homme politique suédois. Son nom est attaché au modèle économique standard du libre échange international, le modèle Heckscher-Ohlin-Samuelson (HOS). Il reçut le Prix de la Banque de Suède en 1977, avec James Meade pour « leur contribution révolutionnaire à la théorie du commerce international et des mouvements internationaux de capitaux ».

## Biographie

### Formation
En 1924, Ohlin reçoit son doctorat de l'université de Stockholm et en 1925, il devient professeur à l'université de Copenhague.

### Carrière de théoricien de l'économie internationale
En 1930, Ohlin succède à Eli Heckscher, comme professeur d'économie à la Handelshögskolan i Stockholm. En 1933, il publie alors un travail qui va faire sa renommée : Interregional and International Trade. Il y construit une théorie économique de l'échange international. Ce travail est aujourd'hui connu comme le modèle Heckscher-Ohlin, le modèle standard que les économistes utilisent pour analyser l'échange économique international.
Le modèle se démarquait des approches antérieures en montrant comment l'avantage comparatif devait se comprendre par rapport à la part des facteurs travail et capital propres à une nation. Il a servi de base à des travaux sur les effets de la protection des salaires réels, et a été utilisé de façon fructueuse dans les prévisions de production. Ohlin lui-même utilisa le modèle pour en déduire le théorème d'Heckscher-Ohlin, qui affirme que les nations doivent se spécialiser dans les industries qui sont plus à même d'utiliser efficacement la combinaison de leurs ressources nationales.

### Engagement politique
Plus tard, Ohlin et d'autres membres de la Stockholm school prolongèrent les analyses économiques de Knut Wicksell pour produire une théorie macroéconomique anticipant le keynésianisme.
Ohlin dirigea le Parti du peuple de 1944 à 1967, le principal parti d'opposition au Parti social-démocrate. Il fut également ministre du Commerce de 1944 à 1945 dans le gouvernement de guerre. Sa fille, Anne Wibble, représentant le même parti, travailla au ministère des Finances de 1991 à 1994. Son épouse Evy est décédée en 1990.
Ohlin est resté célèbre en partie pour ses prises de position dans le débat avec John Maynard Keynes, sur les conséquences des réparations de guerre imposées à l'Allemagne. Alors que Keynes croyait que l'Allemagne ne pouvait les payer, Ohlin pensait au contraire qu'elle le pouvait. Le débat eut des répercussions importantes dans la théorie moderne des paiements internationaux unilatéraux.

## Récompenses
Bertil Ohlin reçut le prix de la Banque de Suède en sciences économiques en mémoire d'Alfred Nobel en 1977, conjointement avec James Meade.
- Commandeur de l'ordre royal de l'Étoile polaire

## Publications
(Liste non exhaustive)

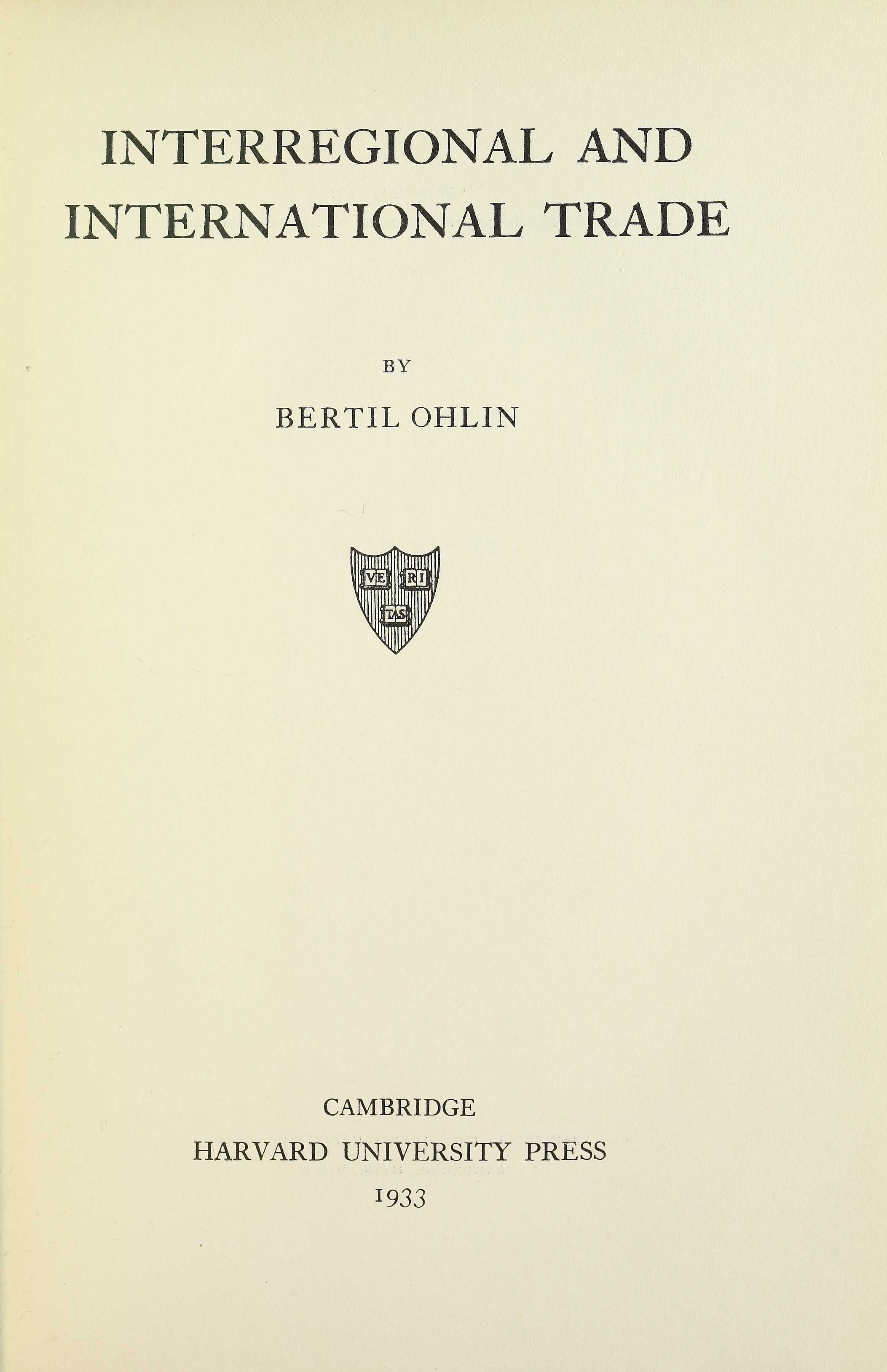
Interregional and international trade, 1933.

- The German Reparations Problem, 1930
- Interregional and International Trade, 1933
- Mechanisms and Objectives of Exchange Controls, 1937